# Écausseville
Écausseville – miejscowość i gmina we Francji, w regionie Normandia, w departamencie Manche.
Według danych na rok 1990 gminę zamieszkiwało 89 osób, a gęstość zaludnienia wynosiła 17 osób/km² (wśród 1815 gmin Dolnej Normandii Écausseville plasuje się na 797. miejscu pod względem liczby ludności, natomiast pod względem powierzchni na miejscu 865.).